# Rino (torrente - Predore)
Il Rino (in bergamasco Rì) è un torrente della Provincia di Bergamo, più precisamente del comune di Predore.

## Geografia

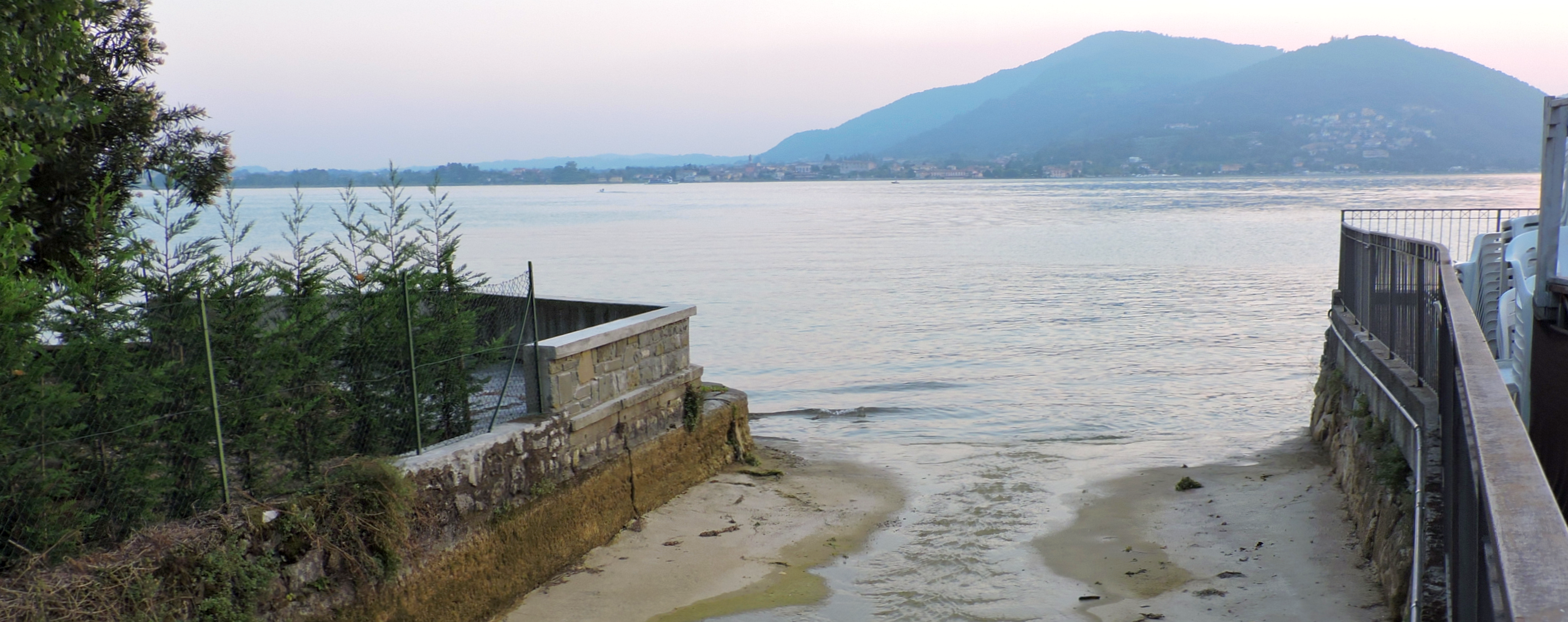
La foce nel lago di Iseo

Il torrente nasce alle pendici del monte Bronzone, nella valle di Colombèra, scorre verso sud e confluisce da sinistra nel lago d'Iseo a Predore ad un'altezza di 189 m s.l.m.. La larghezza del corso varia tra 1 e i 3 metri, mentre la profondità media, escluso le buche, è di pochi centimetri, con uno scorrimento delle acque molto rapido. Il greto del torrente è molto instabile e divide in due parti l'abitato, con varie cascate, tant'è che in occasioni di piene si ha un accentuato trasporto di materiale detritrico verso valle.
Il torrente viene considerato per tutto il proprio corso tra quelli che fanno parte del reticolo idrico principale come definito dalla Regione Lombardia.

## Storia
La portata del torrente è modesta e presenta forti variazioni stagionali.. A volte però questa diventa molto consistente, e storicamente si ricordano l'alluvione del 1990 e una negli anni cinquanta.